# Рела
Рела (на шведски: Rälla, на шведски се произнася по-близко до Реля) е населено място в централната западна част на шведския остров Йоланд, разположено в община Борихолм, лен Калмар. Населението на Рела е 407 души (към 31 декември 2010).

## Динамика на населението
Населението на Рела през последните няколко десетилетия е относително постоянно .